# 亚历山大·加尔西亚·帕迪利亚
亚历山大·哈维尔·加尔西亚·帕迪利亚（Alejandro Javier García Padilla，1971年8月3日—），波多黎各政治人物，为波多黎各第11任总督。在成為總督之前，賈西亞·巴迪亞曾在波多黎各政壇擔任過多個職務，他先是擔任過波多黎各消费者事务部长，之後成為波多黎各總督，最後又接任了人民民主黨黨魁。在美國國內，賈西亞·巴迪亞也是民主黨黨員。
作為波多黎各總督，賈西亞·巴迪亞與第25屆參議院及第29界參議院代表共享立法權，這兩者都由他的政黨掌控。

## 生平
亚历山大·加尔西亚·帕迪利亚生于波多黎各科阿莫，后在波多黎各大学获得政治学与经济学学士学位。2009年1月2日至2013年1月2日，担任波多黎各第24届参议院议员。